# شرکت راه‌آهن شرق ژاپن

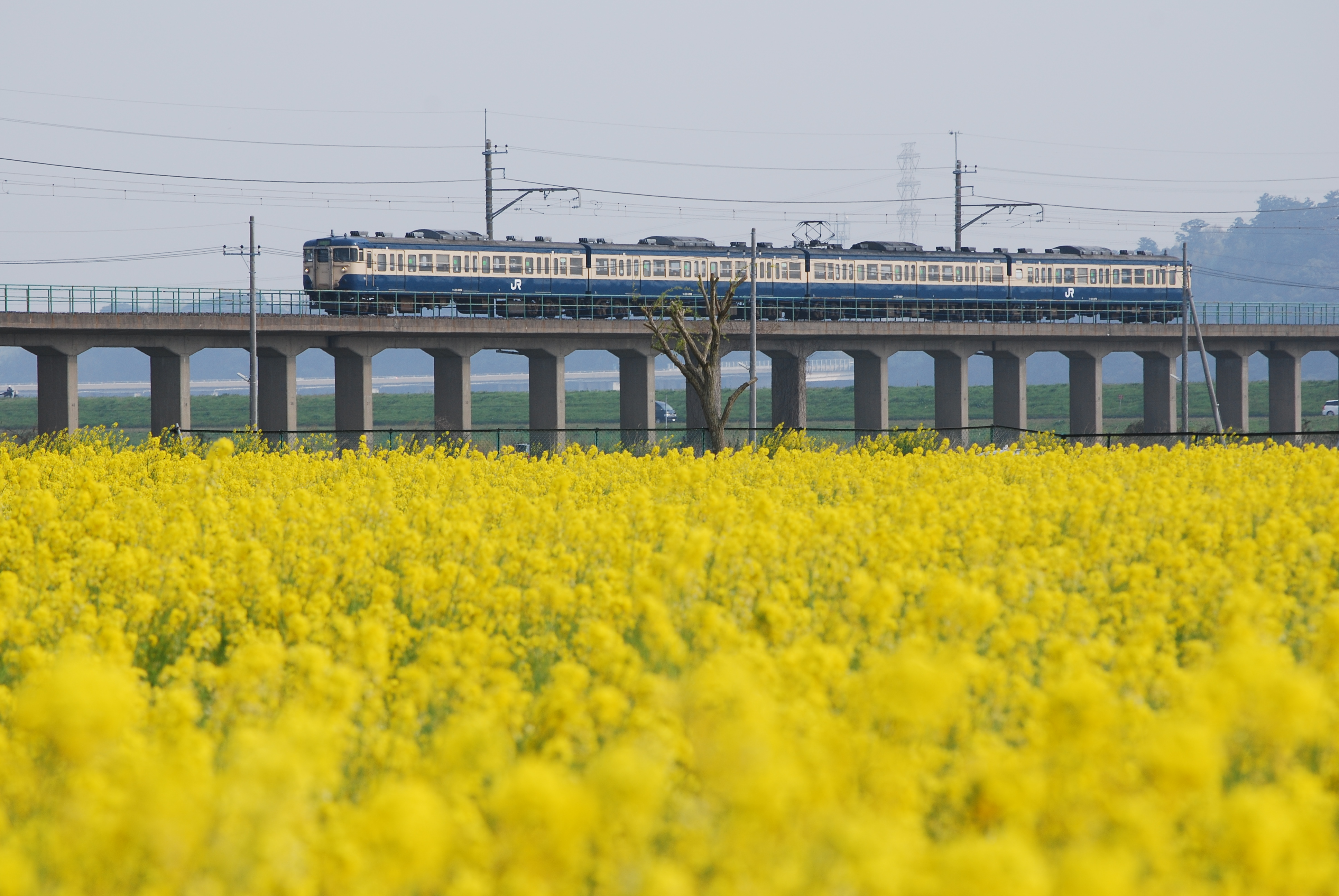
خط کاشیما وابسته به خطوط راه‌آهن شرق ژاپن.

شرکت راه‌آهن شرق ژاپن (به ژاپنی: 東日本旅客鉄道株式会社, Higashi-Nihon Ryokaku Tetsudō Kabushiki-gaisha) (به انگلیسی: East Japan Railway) یکی از شش شرکت راه‌آهن ملی ژاپن یا به اختصار جی‌آر است. این شرکت در سال ۱۹۸۷ تشکیل شده‌است. اکنون همه منطقه توهوکو، کانتو و بیشتر نواحی کوشین‌اتسو و بخشی از استان شیزوئوکا در تحت پوشش خدمات مسافربری این شرکت قرار دارند. شرکت راه‌آهن شرق ژاپن بزرگترین شرکت در بین ۶ شرکت مسافربری جی‌آر است. دفتر مرکزی آن در شیبویا واقع شده‌است. به‌طور اختصاری جی‌آر هیگاشی نیهون و به انگلیسی JR East نیز خوانده می‌شود.

## استان‌های تحت پوشش

علامت ویژهٔ شرکت راه آهن شرق ژاپن که با رنگ سبز تیره مشخص می‌شود.

- استان آئوموری بجز خط راه‌آهن （津軽海峡線）
- استان کاناگاوا بجز خط راه‌آهن（御殿場線）
- استان یاماناشی بجز خط راه‌آهن（身延線）
- استان ناگانو بجز خط سه خط راه‌آهن（大糸線）（中央本線）（飯田線）
- استان نیگاتا بجز خط راه‌آهن（大糸線）（北陸本線）
- استان شیزوئوکا بجز خط راه‌آهن（伊東線）（東海道本線）

## شینکانسن‌ها (قطارهای تندرو)
- آکیتا شینکانسن مسیر بین ایستگاه توکیو و آکیتا (秋田新幹線)
- ناگانو شینکانسن مسیر بین ایستگاه توکیو و ناگانو (長野新幹線)
- جواتسو شینکانسن مسیر بین ایستگاه توکیو و نیگاتا (上越新幹線)
- توهوکو شینکانسن مسیر بین ایستگاه توکیو و آئوموری (東北新幹線)
- تاکائیدو شینکانسن مسیر بین ایستگاه توکیو و اوزاکا (این خط با شرکت راه‌آهن مرکزی ژاپن مشترکاً اداره می‌شود.)
- یاماگاتا شینکانسن مسیر بین ایستگاه شینجوکو و فوکوشیما (山形新幹線)

## خطوط راه آهن شرق ژاپن در توکیو و حومه

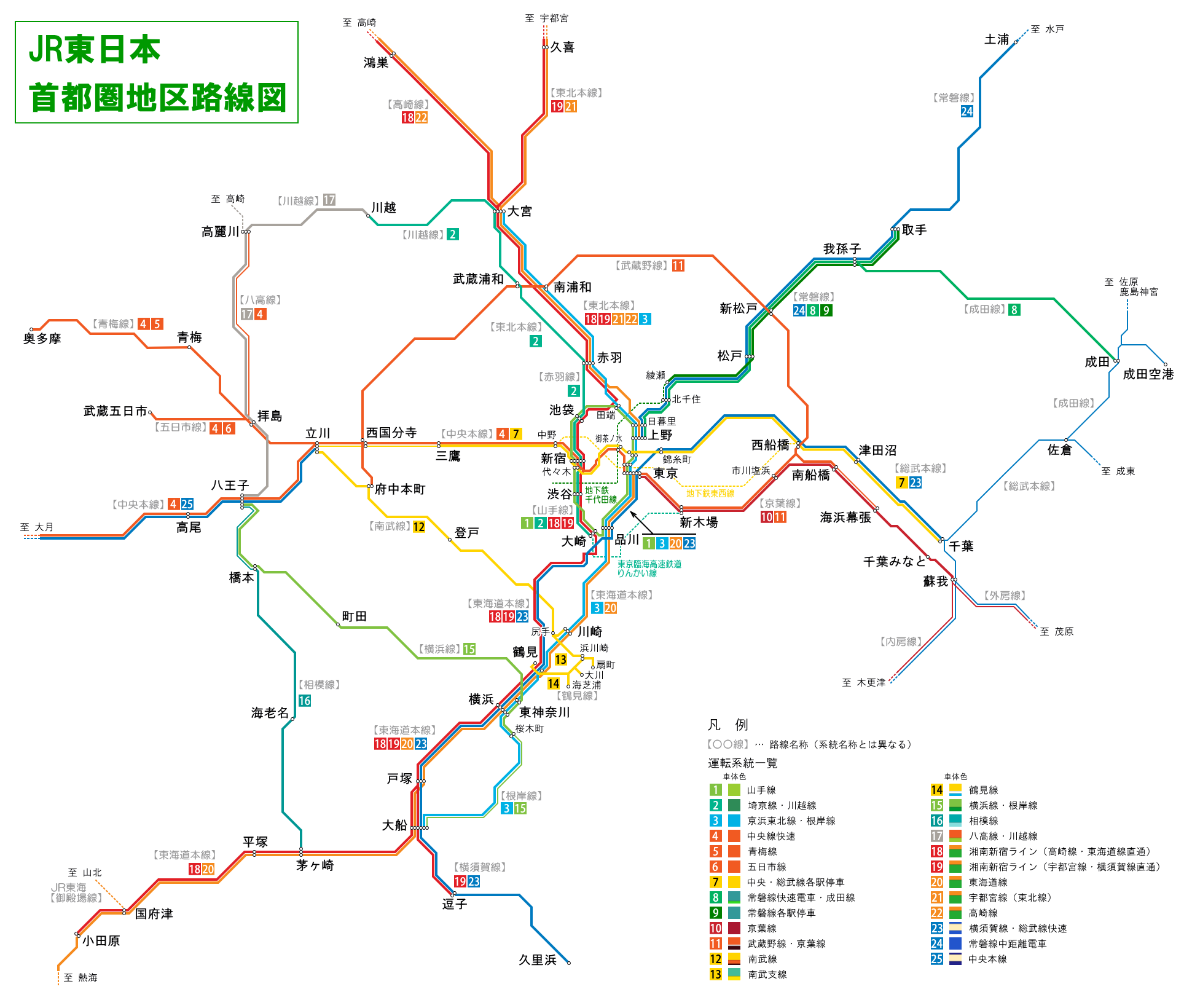
خطوط راه‌آهن شرق ژاپن در توکیو. برای بهتر دیدن تصویر سه بار بر روی آن کلیک کنید.

بسیاری از مسیرهای شرکت راه‌آهن شرق ژاپن وظیفهٔ ترابری مسافران را در توکیو برعهده دارند. خطوط راه‌آهن زیر از این جمله خطوط هستند. لازم به تذکر است که لزوماً همه مسیرها تنها به داخل حوزهٔ کلان شهر توکیو محدود نمی‌شوند.
- ۱. ■ خط آکابانه (赤羽線（埼京線) (ایستگاه ایکه‌بوکورو–آکابانه)
- ۲. ■ خط چوئو-هونسن (中央本線) (ایستگاه توکیو–ناگویا)
- ۳. ■ خط تندروی چوئو (中央線快速) (ایستگاه توکیو–تاکائو–اوتسوکی)
- ۴. ■ خط چوئو-سوبو (中央・総武緩行線) (میتاکه - ایستگاه شینجوکو - چیبا)
- ۵. ■ خط هاچیکو (八高線) (هاچی‌اوجی - تاکاساکی)
- ۶. ■ خط ایتسوکائیچی (五日市線) (هایجیما - موساشی - اتسوکاچی)
- ۷. ■ خط جوبان (常磐線) (ایستگاه اوئنو - تاکاهاگی)
- ۸. ■ خط کاراسویاما (烏山線) (ایستگاه هوشاکوجی در استان توچیگی–ایستگاه کاراسویاما در همان استان)
- ۹. ■ خط کاواگوئه (川越線) (اومیا - کاواگوئه - کوماگاوا)
- ۱۰. ■ خط کیهین-توهوکو (京浜東北線) (اومیا - ایستگاه توکیو - یوکوهاما)
- ۱۱. ■ خط کییو (京葉線) (ایستگاه توکیو - سوگا)
- ۱۲. ■ خط میتو (水戸線) (اومیا - تونوبه)
- ۱۳. ■ خط موساشینو (武蔵野線) (فوچوهماچی- نیشی فوناباشی)
- ۱۴. ■ خط نانبو (南武線) (کاواساکی - تاچیکاوا - هاماکاواساکی)
- ۱۵. ■ خط ناریتا (成田線) (ساکوراچوشی - آبیکوناریتا - ناریتا - فرودگاه بین‌المللی ناریتا)
- ۱۶. ■ خط نگیشی (根岸線) (یوکوهاما - اوفونه)
- ۱۷. ■ خط نیکو (日光線) (اوتسونومیا - نیکو)
- ۱۸. ■ خط اومه (青梅線) (تاچیکاوا - اومه - اوکوتاما)
- ۱۹. ■ خط ریومو (両毛線) (اویاما - شین-مائِباشی)
- ۲۰. ■ خط ساگامی (相模線) (هاشیموتو - چیگاساکی)
- ۲۱. ■ خط سایکیو (埼京線) (ایستگاه اوساکی در شیناگاوا - ایستگاه اومیا در استان سایتاما)
- ۲۲. ■ خط شونان-شینجوکو (湘南新宿ライン) (اومیا - ایستگاه شینجوکو - اوفونه)
- ۲۳. ■ خط سوبو-هونسن (総武本線) (ایستگاه توکیو - چوشی)
- ۲۴. ■ خط تندروی سوبو
- ۲۵. ■ خط سوتوبو (外房線) (ایستگاه چیبا - آوا-کاموگاوا در استان چیبا)
- ۲۶. ■ خط تاکاساکی (高崎線) (اومیا - تاکاساکی)
- ۲۷. ■ خط توگانه (東金線) (ناروتو - اوآمی)
- ۲۸. ■ خط اوتسونومیا (宇都宮線）(ایستگاه اوئنو - کوروایسو)
- ۲۹. ■ خط توکایدو (東海道本線) (ایستگاه توکیو - یوکوهاما - آتامی)
- ۳۰. ■ خط تسورومی (鶴見線) (تسورومی - اوگیماچی - آنزن اوکاوا - آسانو - اومی شینبورا)
- ۳۱. ■ خط اوچیبو (内房線) (ایستگاه سوگا - آوا-کاموگاوا در استان چیبا)
- ۳۲. ■ خط یامانوته (山手線) (اوساکی - ایستگاه شینجوکو - تاباتا - ایستگاه توکیو)
- ۳۳. ■ خط یوکوهاما (横浜線) (هیگاشی کاناگاوا - هاچی‌اوجی)
- ۳۴. ■ خط یوکوسوکا (横須賀線)(ایستگاه توکیو - کوریهاما)

## مسیرهای دیگر در داخل ناحیه کانتو

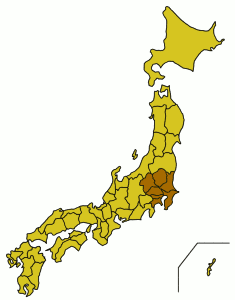
ناحیه کانتو، ژاپن.

- ■ خط کاشیما (کاتوری - استادیوم سوسر کاشیما)
- ■ خط کوروری (久留里線)

## مسیرهای ناحیه توکائی و کوشین‌اتسو
- ■ خط جواتسو (上越線) (تاکاساکی - میناکامی)

## مسیرهای ناحیهتوهوکو
- خط آترازاوا (左沢線) (کیتایاماگاتا - آترازاوا)